# Присторонська Дача (заповідне урочище)
Присторо́нська Да́ча — лісове заповідне урочище в Україні. Розташоване в межах Ріпкинського району Чернігівської області, на північний захід від села Присторонь. 
Площа 553 га. Статус присвоєно згідно з рішенням Чернігвського облвиконкому від 31.07.1991 року № 159. Перебуває у віданні ДП «Добрянське лісове господарство» (Ріпкинське л-во, кв. 37-49). 
Статус присвоєно для збереження лісового масиву, у деревостані якого переважають сосна і дуб; у домішку — береза, вільха. 